# Актуарні розрахунки
Актуарні розрахунки — поширена у світовій практиці система математичних і статистичних розрахунків, що використовується у страхуванні. Актуарні розрахунки ґрунтуються на механізмі утворення і ймовірного витрачання страхового фонду в довготермінових страхових операціях, що пов'язані з тривалістю життя населення. Фахівці, які володіють актуарними розрахунками — актуарії, користуючись науково обґрунтованими методами, визначають розміри тарифних ставок, резервних внесків по кожному договору страхування життя, розміри виплат, зміну страхової суми внаслідок дострокового припинення сплати страхувальником чергових внесків.
| процес, у ході якого визначаються витрати, необхідні на страхування даного об'єкта | визначення собівартості і вартості послуги, що надається страховиком страхувальнику              | система математичних і статистичних закономірностей, що регламентують взаємини між страховиком і страхувальником |
| визначення частки участі кожного страхувальника у створенні страхового фонду       | визначення розмірів страхових тарифів                                                            | визначення витрат, необхідних на страхування даного об'єкта                                                      |
| визначення страхового тарифу за кожним видом страхування                           | визначення суми чи частки витрат на проведення страхування з обслуговування договору страхування | |

### Класифікація актуарних розрахунків
Актуарні розрахунки класифікують за такими ознаками:
- галузь страхування;
- час проведення;
- ієрархічна рівність.

За ознакою галузі розрізняють:
- актуарні розрахунки особового (особистого) страхування;
- актуарні розрахунки майнового страхування;
- актуарні розрахунки у сфері страхування відповідальності.

За часом проведення:
- планові;
- звітні.

Залежно від ієрархічної рівності актуарні розрахунки можуть бути:
- загальними (для всієї країни);
- зональними (для певного регіону) і страховика (для окремої страхової організації).

### Функції актуарних розрахунків
1.Дослідження і групування ризику в рамках певної страхової сукупності.

2.Визначення математичної ймовірності настання страхового випадку, частоти і рівня складності завданих збитків.

3.Математичне обґрунтування та визначення розміру необхідних витратна проведення страхування.